# Kentucky (film)
Pour les articles homonymes, voir Kentucky (homonymie).
Pour plus de détails, voir Fiche technique et Distribution.
Kentucky est un film américain réalisé par David Butler, sorti en 1938.

## Fiche technique
- Titre : Kentucky
- Réalisation : David Butler, assisté d'Otto Brower (non crédité)
- Scénario : John Taintor Foote (en) et Lamar Trotti
- Photographie : Ernest Palmer et Ray Rennahan
- Montage : Irene Morra
- Production : Gene Markey (en) et Darryl F. Zanuck
- Société de production : 20th Century Fox
- Pays de production :  États-Unis
- Langue : Anglais
- Format : Couleur - Mono
- Genre : Drame
- Durée : 96 minutes
- Date de sortie : 1938

## Distribution
- Loretta Young : Sally Goodwin
- Richard Greene : John C. 'Jack' Dillon
- Walter Brennan : Peter Goodwin
- Douglass Dumbrille : John Dillon (1861)
- Karen Morley : Mme Goodwin (1861)
- Moroni Olsen : John Dillon (1938)
- Russell Hicks : Thad Goodwin Sr. (1861)
- Willard Robertson : Bob Slocum, entraîneur
- Charles Waldron : Thad Goodwin Jr. (1938)
- George Reed : Ben
- Bobs Watson : Peter Goodwin (1861)
- Delmar Watson (en) : Thad Goodwin Jr. (1861)
- Leona Roberts : Grace Goodwin
- Charles Lane : Commissaire-priseur

Acteurs non crédités
- Frederick Burton : Officiel présidant
- Dudley Dickerson : Porteur
- Howard C. Hickman : Banquier
- Margaret Irving : Spectatrice d'une course de chevaux
- Charles Middleton : Sudiste
- Larry Steers : Ami de Thad
- Douglas Wood : Patron de la piste de course
- Lillian Yarbo : Magnolia

## Distinctions
- Oscar du meilleur acteur dans un second rôle pour Walter Brennan